# Uczelniany Koszykarz Roku Konferencji Big 12 NCAA

Logo konferencji.

Uczelniany Koszykarz Roku Konferencji Big 12 NCAA (oficjalna nazwa: Big 12 Conference Men's Basketball Player of the Year) – koszykarska nagroda przyznawana corocznie, od sezonu 1996/97, przez trenerów ligi najlepszemu koszykarzowi konferencji Big 12 NCAA. Trenerzy nie mogą głosować na zawodników z prowadzonych przez siebie zespołów.
Jedynymi zawodnikami, którzy otrzymali nagrodę więcej niż jeden raz są: Raef LaFrentz z uczelni Kansas (1997, 1998) oraz Buddy Hield z Oklahomy (2015, 2016). W całej historii nagrodę uzyskało tylko trzech pierwszorocznych koszykarzy: Kevin Durant (Teksas), Michael Beasley (Kansas State), Marcus Smart (Oklahoma State). 

## Laureaci

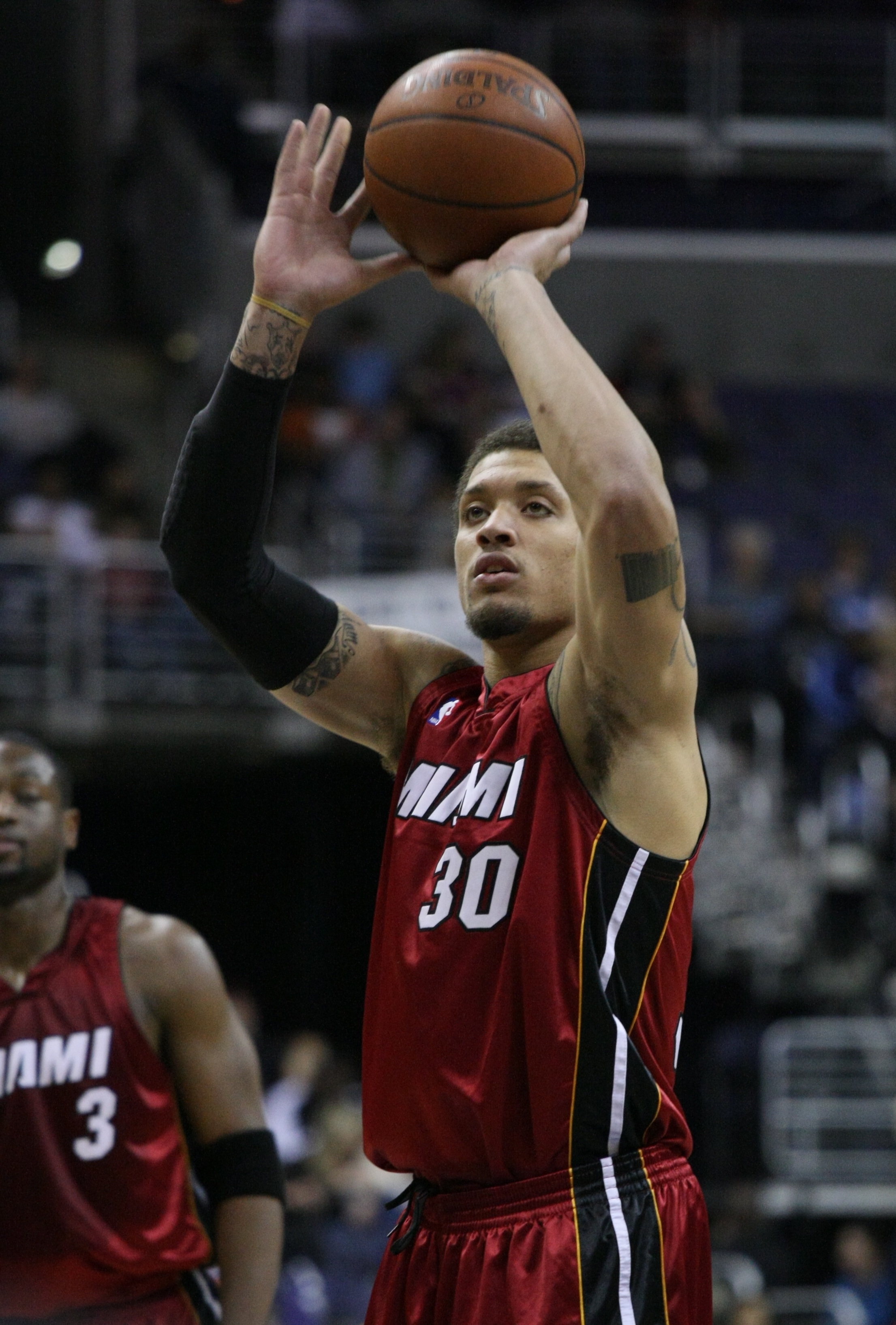
Michael Beasley był drugim z rzędu pierwszorocznym zawodnikiem, który sięgnął po nagrodę w 2008 roku.

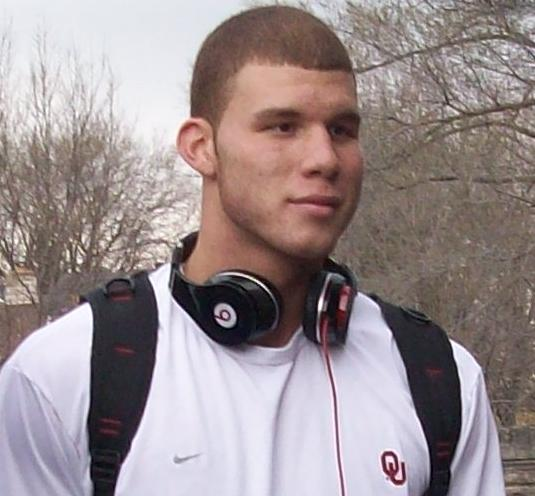
Blake Griffin z Oklahomy został też wybrany Graczem Roku NCAA w 2009 roku.

|              | Zawodnicy współdzielący nagrodę |
| *            | Zawodnik nagrodzony tytułem zawodnika roku NCAA: według Helms Foundation (1904–05 do 1978–79) według United Press International (1954–55 do 1995–96) im. Naismitha (od 1968–69) im. Woodena (od 1976–77) |
| Zawodnik (X) | Cyfra w nawiasie oznacza zawodnika, który otrzymał nagrodę więcej niż jeden raz. |
| Freshman     | Zawodnik pierwszego roku |
| Sophomore    | Zawodnik drugiego roku |
| Junior       | Zawodnik trzeciego roku |
| Senior       | Zawodnik ostatniego roku |

| Sezon   | Zawodnik          | Uczelnia       | Poz. | Status    | Przyp.      |
| ------- | ----------------- | -------------- | ---- | --------- | ----------- |
| 1996–97 | Raef LaFrentz     | Kansas         | PF   | Junior    | [ 1 ]       |
| 1997–98 | Raef LaFrentz (2) | Kansas         | PF   | Senior    | [ 1 ]       |
| 1998–99 | Venson Hamilton   | Nebraska       | C    | Senior    | [ 1 ] [ 2 ] |
| 1999–00 | Marcus Fizer      | Iowa State     | PF   | Junior    | [ 1 ]       |
| 2000–01 | Jamaal Tinsley    | Iowa State     | PG   | Senior    | [ 1 ]       |
| 2001–02 | Drew Gooden       | Kansas         | PF   | Junior    | [ 1 ]       |
| 2002–03 | Nick Collison     | Kansas         | PF   | Senior    | [ 1 ]       |
| 2003–04 | Tony Allen        | Oklahoma State | SG   | Senior    | [ 1 ]       |
| 2004–05 | Wayne Simien      | Kansas         | PF   | Senior    | [ 1 ]       |
| 2005–06 | P.J. Tucker       | Texas          | SF   | Junior    | [ 1 ]       |
| 2006–07 | Kevin Durant*     | Texas          | SF   | Freshman  | [ 1 ]       |
| 2007–08 | Michael Beasley   | Kansas State   | PF   | Freshman  | [ 1 ]       |
| 2008–09 | Blake Griffin*    | Oklahoma       | PF   | Sophomore | [ 1 ] [ 3 ] |
| 2009–10 | James Anderson    | Oklahoma State | SG   | Junior    | [ 4 ]       |
| 2010–11 | Marcus Morris     | Kansas         | PF   | Junior    | [ 5 ]       |
| 2011–12 | Thomas Robinson   | Kansas         | PF   | Junior    | [ 6 ]       |
| 2012–13 | Marcus Smart      | Oklahoma State | PG   | Freshman  | [ 7 ]       |
| 2013–14 | Melvin Ejim       | Iowa State     | SF   | Senior    | [ 8 ]       |
| 2014–15 | Buddy Hield       | Oklahoma       | SG   | Junior    | [ 9 ]       |
| 2015–16 | Buddy Hield* (2)  | Oklahoma       | SG   | Senior    | [ 10 ]      |
| 2016–17 | Frank Mason III*  | Kansas         | PG   | Senior    |             |
| 2017–18 | Devonte' Graham   | Kansas         | PG   | Senior    |             |
| 2018–19 | Jarrett Culver    | Texas Tech     | SG   | Sophomore | [ 11 ]      |
| 2019–20 | Udoka Azubuike    | Kansas         | C    | Senior    | [ 12 ]      |

## Nagrodzeni według uczelni
| Uczelnia (rok dołączenia) | Laureaci | Lata                                                       |
| ------------------------- | -------- | ---------------------------------------------------------- |
| Kansas (1996)             | 10       | 1997, 1998, 2002, 2003, 2005, 2011, 2012, 2017, 2018, 2020 |
| Iowa State (1996)         | 3        | 2000, 2001, 2014                                           |
| Oklahoma (1996)           | 3        | 2009, 2015, 2016                                           |
| Oklahoma State (1996)     | 3        | 2004, 2010, 2013                                           |
| Texas (1996)              | 2        | 2006, 2007                                                 |
| Kansas State (1996)       | 1        | 2008                                                       |
| Nebraska (1996)           | 1        | 1999                                                       |
| Texas Tech (1996)         | 1        | 2019                                                       |
| Baylor (1996)             | 0        | —                                                          |
| Colorado (1996)           | 0        | —                                                          |
| Missouri (1996)           | 0        | —                                                          |
| TCU (2012)                | 0        | —                                                          |
| Texas A&M (1996)          | 0        | —                                                          |
| Texas Tech (1996)         | 0        | —                                                          |
| West Virginia (2012)      | 0        | —                                                          |